# Setodes drangianicus
Setodes drangianicus là một loài Trichoptera trong họ Leptoceridae. Chúng phân bố ở miền Cổ bắc.